# Jeanne-Sophie de Hohenlohe-Langenbourg
La comtesse Jeanne-Sophie de Hohenlohe-Langenbourg (16 décembre 1673 à Langenbourg; 18 août 1743 à Stadthagen) est une princesse allemande qui, par mariage, devient comtesse de Schaumbourg-Lippe.
Jeanne-Sophie est la sixième fille du comte Henri-Frédéric de Hohenlohe-Langenbourg et de sa seconde épouse Dorothée Juliana comtesse de Castell-Remlingen. En plus de sa beauté, elle est aussi intelligente et bonne élève.

## Mariage et descendance
Le 4 janvier 1691 à Langenbourg Jeanne-Sophie épouse le comte Frédéric-Christian de Schaumbourg-Lippe (1655-1728). Au début de leur mariage, elle est autorisée à accompagner son mari, qui a beaucoup voyagé, mais plus tard est laissé derrière lui. Lorsque des désaccords sont apparus entre Jeanne-Sophie et son mari, elle s'installe avec ses deux fils à Hanovre. Le mariage s'est terminé par un divorce en 1723, et deux ans plus tard, Frédéric Christian épouse sa maîtresse, Maria Anna von Gall. 
Le couple a eu les enfants suivants:
- Frédéric Auguste (1693-1694)
- Guillaume Louis (1695-1695)
- Sophie-Charlotte (1697-1697)
- Philippe (1697-1698)
- Albert-Wolfgang de Schaumbourg-Lippe (1699-1748), comte de Schaumbourg-Lippe 1728-1748
- Frédéric-Charles-Louis (1702-1776)

## Biographie
Jeanne-Sophie est devenu amie avec la princesse Caroline de Brandebourg-Ansbach (1683-1737), plus tard épouse du roi George II et l'accompagne au royaume-Uni. La comtesse est une dame d'honneur à la cour des rois de Hanovre à Londres.